# The Adicts
Os Adicts são uma banda de punk rock formada em 1975, sob o nome Afterbirth & The Pinz, no vilarejo Ipswich, cidade de Suffolk, Inglaterra. Se tornou uma das mais famosas bandas punk daquela época. Os integrantes do início da banda são: Monkey (Keith Warren), nos vocais, Pete 'Dee' Davidson na guitarra, Mel Ellis no baixo, Michael 'Kid Dee' Davison na bateria. Posteriormente, entraram também John Ellis (irmão mais novo de Mel Ellis) na guitarra secundária e Dan Gratziani em instrumentos adicionais (como símbolo o violino).
A banda foi influenciada pelo visual dos "droogs", do clássico filme Laranja Mecânica. Famosos na cena rock independente e campeões de vendas de discos nesta cena, eles conseguiram a proeza de emplacar seu segundo disco de estúdio, Sound of Music de 1982 e o single "Bad Boy", na disputada parada rock britânica.

## Discografia

### Álbuns de estúdio
| Título                                    | Data de lançamento | Notas                              | Label                   |
| ----------------------------------------- | ------------------ | ---------------------------------- | ----------------------- |
| Songs of Praise                           | 1981               | UK Indie #15                       | Fall Out                |
| Sound of Music                            | 1982               | UK #99, UK Indie #2                | Razor Records           |
| Smart Alex                                | 1985               | UK Indie #7                        | Cleopatra               |
| Fifth Overture                            | 1986               |                                    | Captain Oi!             |
| Twenty Seven                              | 1993               |                                    | Anagram Punk            |
| Rise and Shine                            | 2002               | Relançado pela SOS Records em 2004 | Captain Oi!             |
| Rollercoaster                             | 2005               |                                    | SOS Records             |
| Songs of Praise: 25th Anniversary Edition | 2008               | Re-gravação de Songs of Praise.    | People Like You Records |
| Life Goes On                              | 2009               |                                    | SOS Records             |
| All The Young Droogs                      | 2012               |                                    | DC-JAM Records          |
| And It Was So!                            | 2017               |                                    | Nuclear Blast           |

### Álbuns ao vivo
- 1987 - Live and Loud  Link
- 1990 - Rockers Into Orbit Fall Out
- 2005 - Clockwork Punks The Collection
- 2008 - Back Into the Game Live

### Compilações
- 1982 - Punk and Disorderly-Sraightjacket
- 1984 - This Is Your Life Fall Out (UK Indie #12)[1]
- 1994 - Totally Adicted Dojo
- 1996 - The Best of The Adicts Dojo
- 1997 - Ultimate Adiction Cleopatra
- 1999 - The Very Best of the Adicts Anagram
- 1999 - Complete Singles Collection
- 2004 - Joker in the Pack
- 2005 - Made in England

### Singles/EPs
- "Lunch With The Adicts" (1979) Dining Out
- "Viva La Revolution" (1981) Fall Out
- "Chinese Takeaway" (1982) Razor
- "Bad Boy" (1983) Razor (UK #75)[2]
- "Tokyo" (1984) Warners (as ADX)
- "Falling In Love Again" (1985) Sire (as ADX)
- Bar Room Bop EP (1985) Fall Out
- Life Goes On (2009) SOS